# Baardklokvogel
De baardklokvogel (Procnias averano) is een zangvogel uit de familie Cotingidae (cotinga’s).

## Verspreiding en leefgebied
Deze soort komt voor in het noorden en oosten van Zuid-Amerika en telt twee ondersoorten:
- P. a. carnobarba: noordoostelijk Colombia, Venezuela, westelijk Guyana, noordelijk Brazilië en Trinidad.
- P. a. averano: noordoostelijk Brazilië.

## Status
De grootte van de populatie is niet gekwantificeerd maar de soort wordt omschreven als schaars en met een versnipperde verspreiding. Op de Rode lijst van de IUCN heeft deze soort de status niet bedreigd.